# Toppen af Poppen (album)
Toppen af Poppen er et opsamlingsalbum med den musik der blev fremført i første sæson af TV2-programmet Toppen af Poppen, der blev sendt i februar og marts 2011. Albummet udkom den 18. marts 2011 på Sony Music.

## Spor
| #   | Titel                                              | Sangskriver(e)                                                                                                  | Oprindeligt fremført af        | Længde |
| --- | -------------------------------------------------- | --- | ------------------------------ | ------ |
| 1.  | "Skibet Skal Sejle i Nat" (Lars H.U.G. & Szhirley) | Erik Fiehn, Poul Sørensen                                                                                       | Birthe Wilke & Gustav Winckler |        |
| 2.  | "Jeg Vil Altid (Elske Dig For Evigt)" (Jokeren)    | Lars H.U.G., Jesper Dahl                                                                                        | Lars H.U.G.                    | 2:53   |
| 3.  | "Piphans" (Erann DD)                               | Eli Balkin, Sven Buemann                                                                                        | Dorthe Kollo                   |        |
| 4.  | "Gammel Kongevej" (Dorthe Kollo)                   | Rasmus Nøhr, Jonas Gülstorff, Szhirley                                                                          | Szhirley                       |        |
| 5.  | "Natsværmer" (Anna David)                          | Lars H.U.G., Johnny Voss                                                                                        | Lars H.U.G                     | 2:47   |
| 6.  | "Mit Navn er Peter" (Jokeren)                      | Jesper Dahl | Jokeren                        |        |
| 7.  | "Når Lygterne Tændes" (Dorthe Kollo & Lars H.U.G)  | Jimmy Kennedy, Wilhelm Grosz, Carl Viggo Meincke                                                                | Otto Brandenburg               |        |
| 8.  | "I Close My Eyes and Think of You" (Erann DD)      | Jesper Winge Leisner                                                                                            | Szhirley & Daniel              |        |
| 9.  | "Havnen" (Dorthe Kollo)                            | Thomas Hinz, Jesper Dahl                                                                                        | Jokeren                        |        |
| 10. | "Kvinde Din" (Szhirley)                            | Thomas Hinz, Dan Stangerup, Jesper Dahl                                                                         | Jokeren                        |        |
| 11. | "Engleben" (Jokeren)                               | Szhirley, Rasmus Nøhr, Jonas Gülstorff, Rune Rask, Jonas Vestergaard, Jesper Dahl, Rasmus Berg, Nicholas Kvaran |                                |        |
| 12. | "You Better Believe" (Anna David)                  | Erann D. Drori, Zapp Zapp                                                                                       | Zapp Zapp                      |        |
| 13. | "Itzi Bitzi" (Lars H.U.G. & Erann DD)              | Stig Møller, Eik Skaløe                                                                                         | Steppeulvene                   |        |
| 14. | "Kysser Himlen Farvel" (Szhirley)                  | Gorm Henrik Rasmussen, Lars H.U.G.                                                                              | Lars H.U.G.                    |        |
| 15. | "Den Dræbende Joke" (Erann DD)                     | Nicholas Kvaran, Rasmus Berg, Jesper Dahl, Tim Stahl, John Guldberg                                             | Den Gale Pose                  |        |
| 16. | "Gid Du Var i Skanderborg" (Szhirley)              | Christian Bruhn, Georg Buschor, Thøger Olesen                                                                   | Dorthe Kollo                   |        |
| 17. | "Sig Hej Til The Bad Guy" (Jokeren)                | Anna David, Mads Haugaard, Jesper Dahl                                                                          | Anna David                     |        |
| 18. | "Så Længe Jeg Lever" (Lars H.U.G. & Jokeren)       | John Mogensen                                                                                                   | John Mogensen                  |        |

- "Jeg Vil Altid (Elske Dig For Evigt)" indeholder elementer af "Elsker dig for evigt", fremført af Lars H.U.G. og skrevet af Johnny Voss og Lars H.U.G.
- "Engleben" indeholder elementer af "Havfruen", fremført af Szhirley og skrevet af Szhirley, Rasmus Nøhr, Jonas Gülstorff, Rune Rask, og Jonas Vestergaard.
- "Sig Hej Til The Bad Guy" indeholder elementer af "Bow (For the Bad Girls)", fremført af Anna David og skrevet af Anna David og Mads Haugaard.